# Artur Gronek
Artur Gronek (Varsavia, 13 gennaio 1985) è un allenatore di pallacanestro polacco.

## Palmarès
- Campionato polacco: 1

Zielona Góra: 2016-2017
- Coppa di Polonia: 1

Zielona Góra: 2017